# ثيودور ديتمرز
ثيودور ديتمرز (بالألمانية: Theodor Detmers)‏ (22 أغسطس 1902 - 4 نوفمبر 1976) ضابط في البحرية الألمانية اشتهر بقيادة الطراد المساعد كورموران في معركته ضد الطراد الأسترالي سيدني في عام 1941 بالحرب العالمية الثانية. إلا أنه أسر لاحقا بعد غرق كورموران ليحتجز في أستراليا حتى يناير 1947 حينما أفرج عنه وعاد إلى ألمانيا.